# Авл Плавцій (консул-суффект 29 року)
Авл Пла́вцій (лат. Aulus Plautius, 5 до н. е. — після 57) — політичний та військовий діяч ранньої Римської імперії, консул-суффект 29 року. Перший фактичний намісник Римської Британії у 43-47 рр.

## Походження
Походив з роду нобілів Плавціїв. Син Авла Плавція, консула-суффекта 1 року до н. е., та Вітелії, брат Квінта Плавція, який був консулом у 36 р. н. е.

## Життєпис

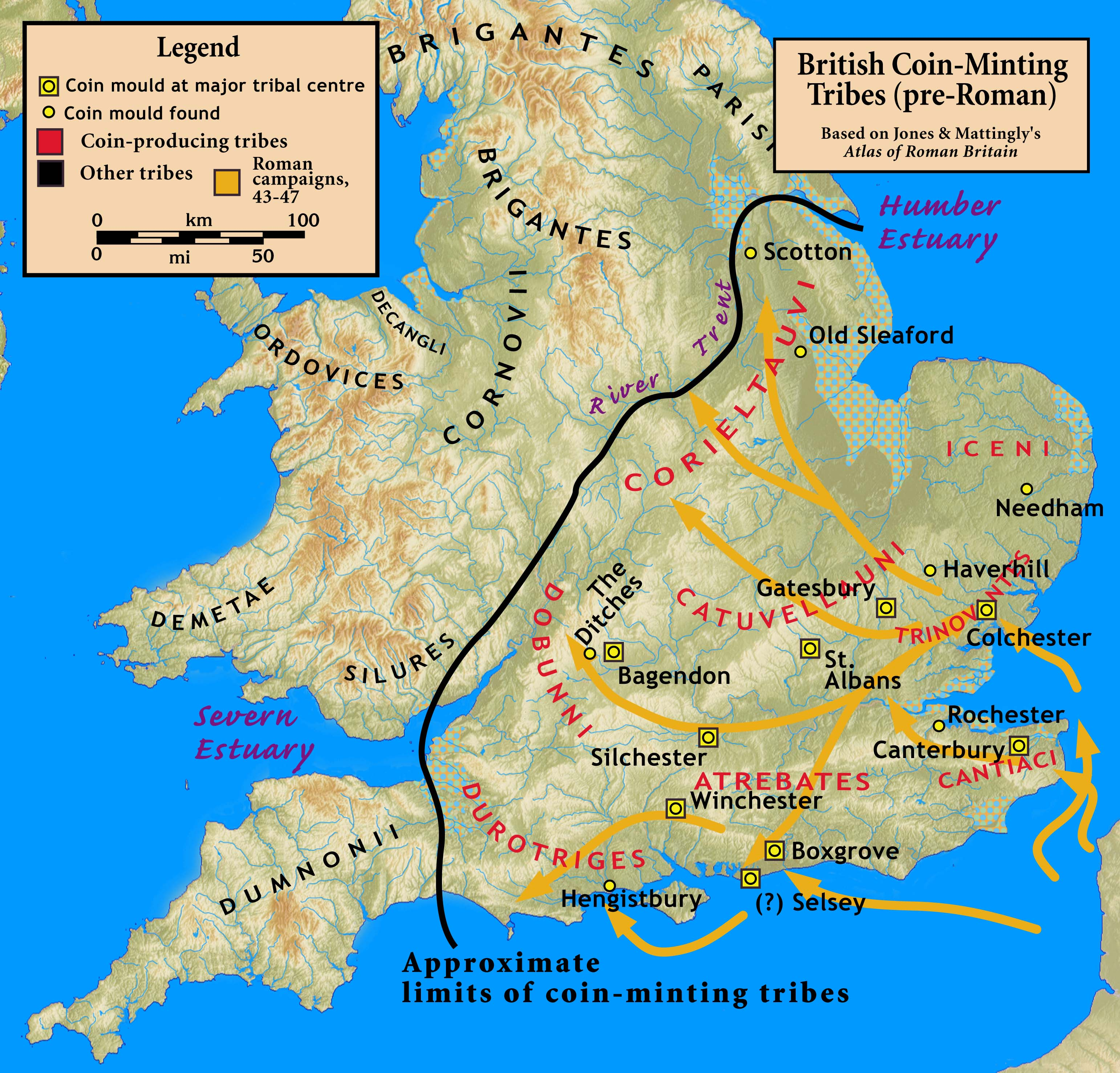
Завоювання Авлом Плавцієм Британії у 43—47 рр.

У 29 році Авл Плавцій був призначений консулом-суффектом, разом з Луцієм Ноннієм Аспренатом). З 36 до 42 року як імператорський легат керував римською провінцією Паннонія.
У 43 році імператор Клавдій призначив Авла Плавція очолити кампанію завоювання Британії. Плавцій висадився в Британії, дійшов до північного берега Темзи. Втім на диво швидке просування Плавція не влаштовувало імператора Клавдія, який хотів особисто отримати тріумф. Тому Плавцій мусив чекати прибуття імператора з рештою війська. Після прибуття імператора, брити незабаром були розбиті, і Клавдій повернувся до Риму, залишивши Плавція для захисту нових підкорених володінь. Цього ж року, перемігши у декількох битвах вождя південних британських племен Каратака, римський військовик захопив практично усю південну та центральну Британію, де як намісник залишався до 47 року. По поверненню в Рим отримав овацію. Після 57 року про його долю немає відомостей.

## Родина
Дружина — Помпонія Грецина
Діти:
- Авл Плавцій

## У мистецтві
- Авл Плавцій є персонажем роману Генрика Сенкевича «Quo Vadis».
- Він є персонажем роману Саймона Скарроу «Заволодіння орла» (англ. The Eagle's Conquest), який присвячений навалі римлян до Англії.
- У 1951 році знятий американський епічний фільм «Камо грядеши», де одним з персонажів є Авл Плавцій, якого зіграв британський актор Фелікс Еймлер.
- Авл Плавцій є головним персонажем історичного телесеріалу-драми «Британія» (2018). Роль Авла Плавція виконав британський актор Девід Марк Морріссі.